# Respectable
Singles de The Rolling Stones
Miss You
(1978) Emotional Rescue
(1980)
Clip vidéo
[vidéo] « «Respectable» », sur YouTube
Pistes de Some Girls
Far Away Eyes
(6) Before They Make Me Run
(8)
Respectable est une chanson du groupe de rock britannique The Rolling Stones parue d'abord le 9 juin 1978 sur l'album Some Girls et le 15 septembre 1978 en single au Royaume-Uni. Elle est écrite par Mick Jagger et Keith Richards.

## Enregistrement
La chanson a été enregistrée entre le 10 octobre et le 21 décembre 1977 et du 5 janvier au 2 mars 1978,aux studios Pathé-Marconi à Boulogne-Billancourt près de Paris. La chanson a été produite par The Glimmer Twins (un pseudonyme utilisé par Jagger et Richards). L'ingénieur du son chargé des sessions est Chris Kimsey. Respectable a été écrite à l'origine par Mick Jagger pour être une chanson lente, mais le guitariste Keith Richards en l'entendant a accéléré le tempo et a réussi à en faire une chanson rock.
Jagger a également commenté la chanson dans les notes de la pochette "Nous jouions trois accords forts à la guitare électrique, ce qui n'est pas toujours une bonne idée mais c'était amusant". Cela a amené des désaccords entre Jagger et Richards au sujet du tempo de la chanson.

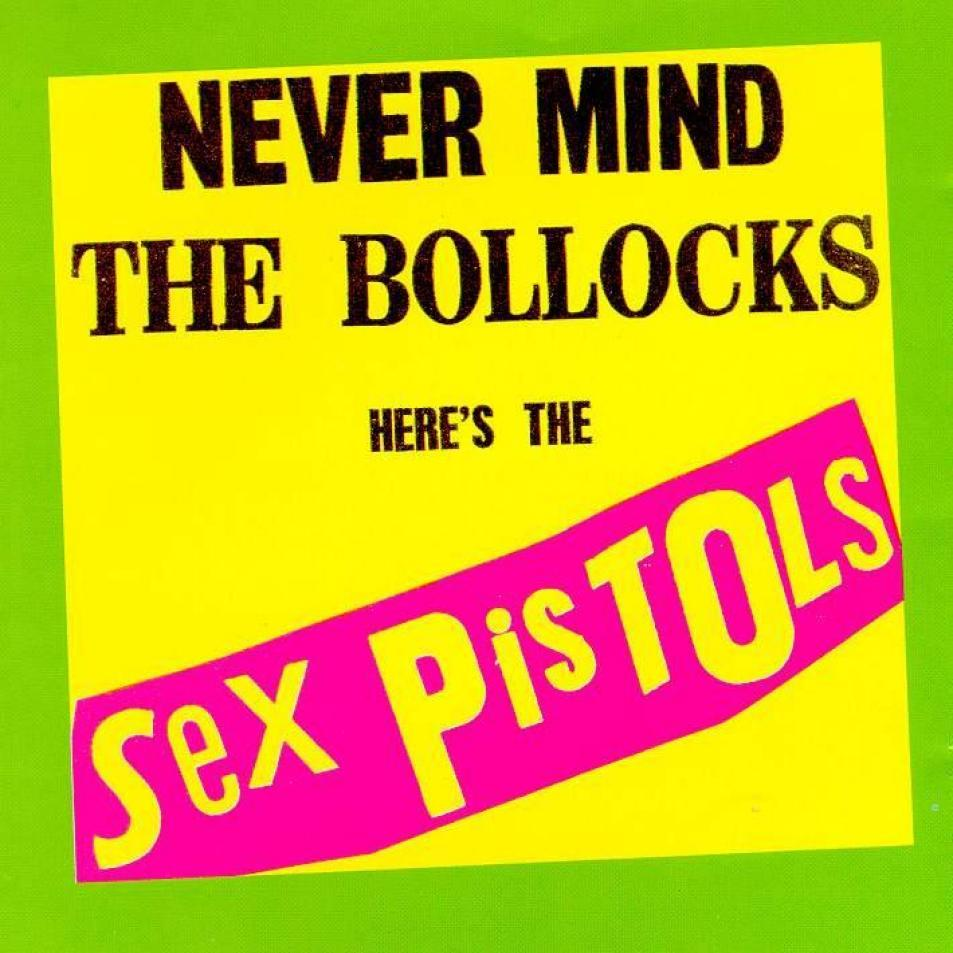
La vague punk au Royaume-Uni (menée par l'album des Sex Pistols (ci-dessus)) en 1977 a influencé le son d'une grande partie de l'album, dont Respectable.

## Analyse artistique
Les paroles agressives évoquent une femme en pleine ascension dans la haute société tout en rappelant d'où elle vient. Mick Jagger a déclaré lors de la sortie de la chanson :
« Respectable a en fait commencé dans ma tête comme une chanson sur le respect de l'autre en tant que groupe, alors j'ai pensé que je le transformerais en Nous sommes si respectables, maintenant nous sommes respectés dans la société. Ma femme est une personne très honnête, et la chanson ne parle pas d'elle. C'est très rock, ce n'est pas comme la chanson Sara (de Bob Dylan). Respectable est très rythmé quand on l'entend. C'est pourquoi je n'aime pas séparer les paroles de la musique. Parce que quand vous écoutez la chanson maintenant, ce n'est pas ce qu'elle est, c'est la façon dont nous l'avons fait. »
Dans les notes du livret de la compilation Jump Back: The Best of The Rolling Stones parue en 1993 (dans laquelle apparait la chanson), Mick Jagger a déclaré : « Il est important d'être influencé par ce qui se passe autour de vous et par l'album Some Girls, je pense que c'est définitivement devenu plus agressif à cause du punk ».

## Parution et réception
Respectable est sorti en single au Royaume-Uni le 15 septembre 1978 avec la chanson When the Whip Comes Down en face B et une pochette illustrée par l'illustrateur Hubert Kretzschmar. Le single réussit à atteindre la 23e place au Royaume-Uni et 16e en Irlande et aux Pays-Bas en 1978.
Un clip, réalisé par Michael Lindsay-Hogg, a été réalisé pour le single, mettant en vedette des Stones plus punk. Une photo de cette vidéo - sans le bassiste Bill Wyman qui a quitté le groupe - a été utilisée comme pochette de la compilation de raretés Rarities 1971-2003 en 2005. La chanson apparait dans plusieurs compilations dont Jump Back (1993) et GRRR! (2012).
Une version live issue de la tournée Bridges to Babylon en 1997 et 1998 est présente sur l'album live No Security.
Les Stones ont été rejoints sur scène par John Mayer pour jouer une version live lors de leur tournée 50 and Counting Tour le 13 décembre 2012 au Prudential Center à Newark dans le New Jersey.

## Personnel
Crédités,:
- Mick Jagger: chant, guitare électrique
- Keith Richards et Ron Wood: guitares électriques
- Bill Wyman: basse
- Charlie Watts: batterie

## Classements
| Classement (1978)              | Meilleure position |
| ------------------------------ | ------------------ |
| Irlande (IRMA)                 | 16                 |
| Pays-Bas (Nederlandse Top 40)  | 18                 |
| Pays-Bas (Single Top 100)      | 16                 |
| Royaume-Uni (UK Singles Chart) | 23                 |

## Influence
Le groupe canadien Les Respectables, fan des Rolling Stones, porte son nom à partir de la chanson.